# Ак-Дёбё (Иссык-Кульская область)
Ак-Дёбё (кирг. Ак-Дөбө) — село в Джети-Огузском районе Иссык-Кульской области Кыргызстана. Входит в состав Ак-Дебенского аильного округа. Код СОАТЕ — 41702 210 805 02 0.

## Население
По данным переписи 2009 года, в селе проживало 1278 человек.